# Natuurlijke soortenarmoede

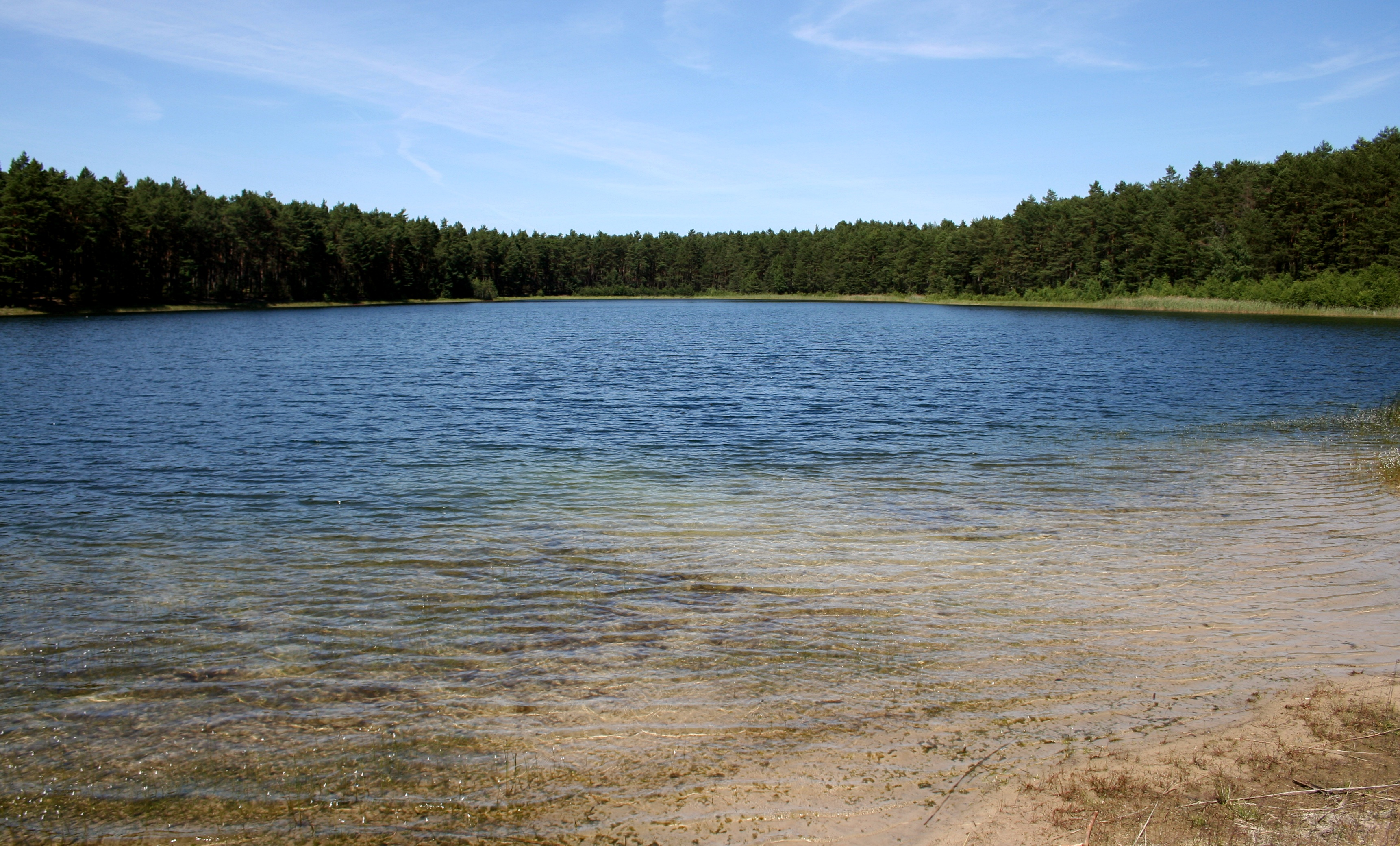
Een zeer zwak gebufferd ven met amfibische vegetatie van de oeverkruid-klasse: een van nature soortenarme, kwetsbare levensgemeenschap.

Met natuurlijke soortenarmoede bedoelt men in de ecologie dat een bepaald ecosysteem of een levensgemeenschap van nature een lage biodiversiteit kent. Een standplaats waar natuurlijke soortenarmoede heerst biedt dus maar voor relatief weinig soorten organismen een geschikt leefgebied. Uitgesproken natuurlijke soortenarmoede vindt men in de regel in 'extreme milieus', zoals bijvoorbeeld standplaatsen met een zeer hoge/zeer lage trofiegraad of een zeer hoge/zeer lage pH.
In de gematigde streken (waaronder Nederland) worden levensgemeenschappen die van nature soortenarm zijn opvallend vaak gedomineerd door zeldzame soorten met veelal een hoge natuurwaarde.
Natuurlijke soortenarmoede dient niet te worden verward met soortenarmoede die het gevolg is van beschadiging (veelal ver-thematiek) door menselijk handelen.

## Fotogalerij

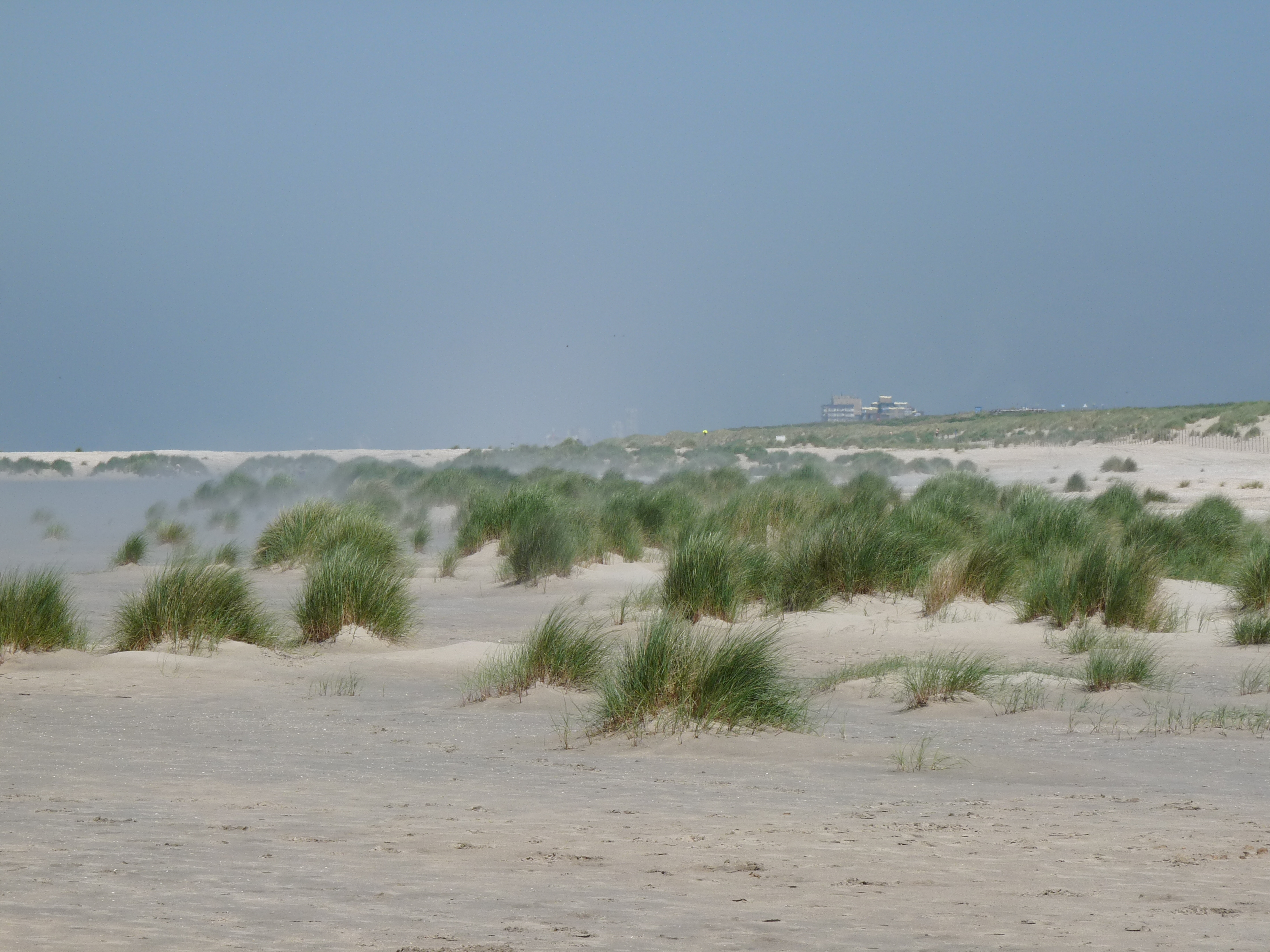
Psammofiele zeereepvegetatie van de helm-klasse
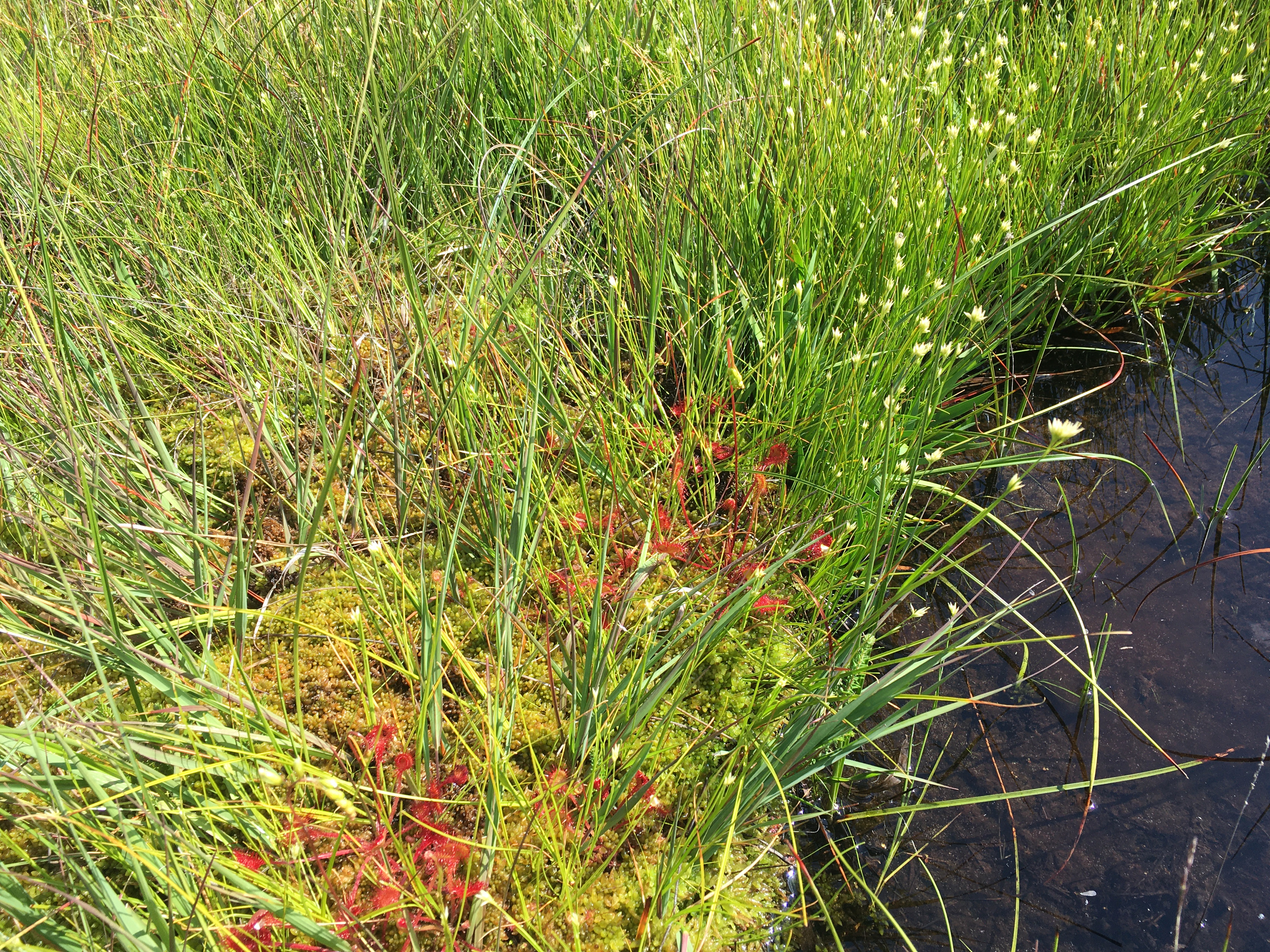
De associatie van veenmos en snavelbies
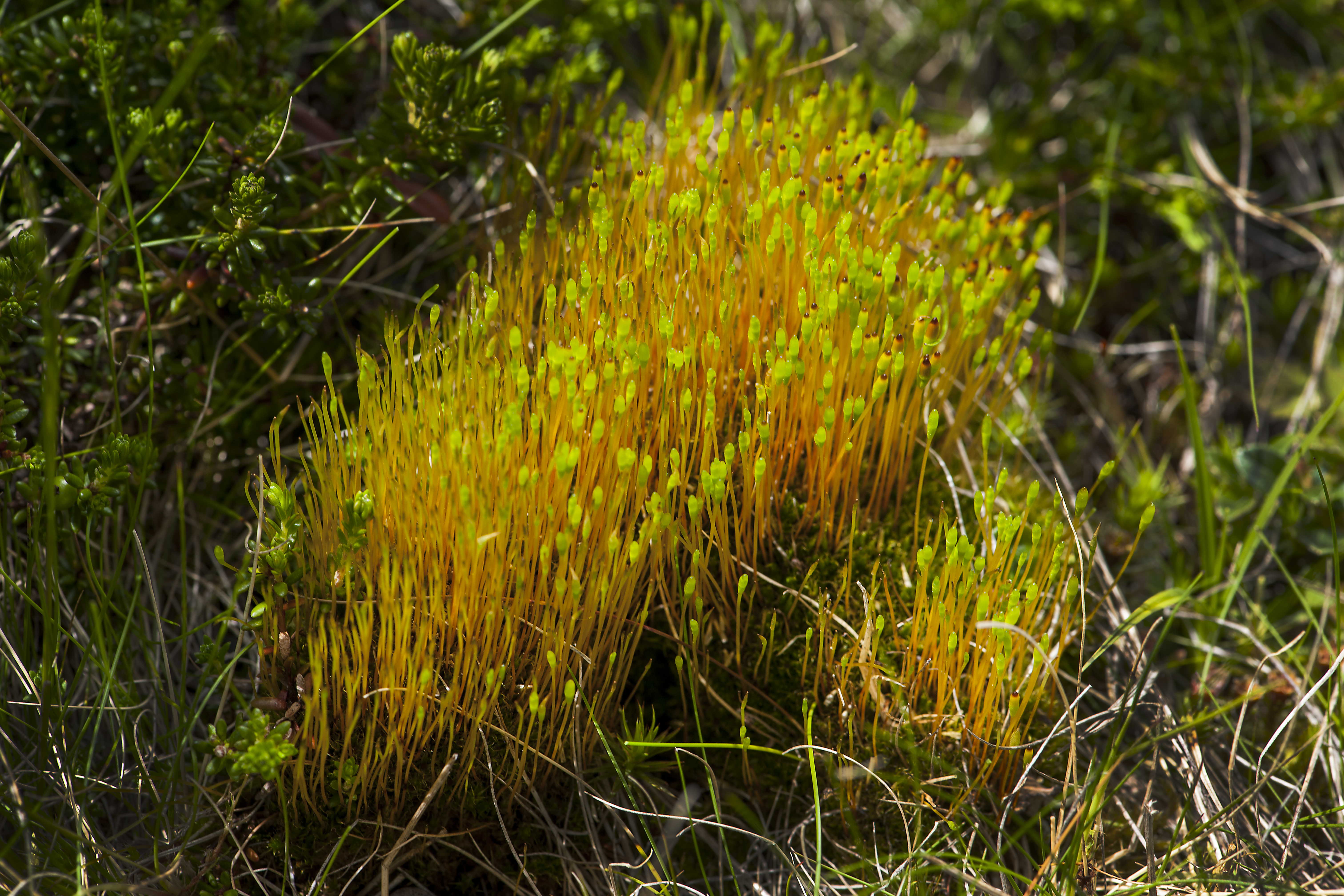
Coprofiele microvegetatie van de kruikmos-klasse, natuurlijke soortenarmoede op microschaal